# Дульсінея Тобоська (фільм)
«Дульсінея Тобоська» (рос. «Дульсинея Тобосская») — радянський художній музичний двосерійний фільм, екранізація мюзиклу  Геннадія Гладкова, заснованого на однойменній п'єсі  Олександра Володіна. Сюжет можна розглядати як фантазію на тему продовження подій роману «Хитромудрий ідальго Дон-Кіхот Ламанчський».

## Сюжет
Дія відбувається в Іспанії, на початку XVII століття. Через сім років після смерті Дона Кіхота і виходу роману Сервантеса ім'я лицаря сумного образу стає легендою. Вірний зброєносець Дона Кіхота — Санчо відправляється в Тобосо і знаходить там селянку Альдонсу, яка і не підозрює, що була дамою серця знаменитого лицаря і сама стала знаменитістю. Санчо розповідає історію мандрів і страждань Дона Кіхота за своєю коханою.
Альдонса-Дульсінея переїжджає в Толедо. У столиці вона знайомиться з дивним молодим чоловіком — доном Луїсом, який схожий на ідеальний для неї образ лицаря і чоловіка. Подібність його з Доном Кіхотом підкреслює навіть здивована репліка Санчо: «Невже Господь за Ваше благочестя воскресив Вас і повернув Вам молодість?» Через нього Дульсінея кидає Толедо і вищий світ і відправляється в мандри, повторюючи шлях того, хто безнадійно любив її.

## У ролях
- Наталія Гундарева —  Альдонса-Дульсінея (вокал —  Олена Камбурова)
- Борис Плотников —  Луїс де Карраскіль
- Олександр Назаров —  Санчо Панса
- Валентина Тализіна —  мати Альдонси
- Армен Джигарханян —  батько Альдонси
- Тетяна Пельтцер —  сеньйора Тереса
- Борислав Брондуков —  наречений Альдонси
- Катерина Дурова —  Санчика
- Петро Олєв —  перший шанувальник
- Сергій Насібов —  другий шанувальник  (вокал —  Леонід Серебренников)

## Знімальна група
- Автор сценарію:  Олександр Володін
- Режисер:  Світлана Дружиніна
- Композитор:  Геннадій Гладков
- Оператор: Анатолій Мукасей
- Художник:  Віктор Юшин
- Текст пісень:  Борис Рацер,  Володимир Константинов, Юлій Кім